# Поп-рап
Поп-рап или хип-поп е музикален жанр, който слива базираните на ритъма текстове на хип-хоп музиката с предпочитанията на поп музика за мелодични вокали и привлекателни мелодии, които придобиват популярност през 90-те години на XX век. Текстовете често са леки, с припеви, подобни на тези в поп музиката.

## Характеристики
Allmusic описва поп-рапа като „брак на хип-хоп бийтове и рап със силни мелодични куки, които обикновено се представят като част от секцията на хор в стандартна поп-песен структура“. Поп-рапа има тенденция да има по-малко агресивни текстове от рап-музиката на улицата. Въпреки това, някои изпълнители от 90-те години на XX век разпалват поп-рапа с по-агресивно отношение, за да осуетят реагирането на собствената си достъпност.
Поп-рап текстовете често имат лирично съдържание, подобно на това в поп-музиката, с теми като любов и взаимоотношения.

## История
През 80-те години на XX век рап изпълнителите, включително Run DMC, Beastie Boys и LL Cool J, подготвят чертежите и произхода на поп-рапа, когато внезапно се спуснаха в масовия поток. LL Cool J е описан като първият „поп-рапър“ в историята, когато става известен с дебютния си албум Radio от 1985. По-късно рап изпълнители като Tone Loc, Young MC и Fresh Prince правят песни с много парчета и способности за разказване на истории, когато станаха много популярни. През 90-те години на миналия век поп-рапа започна да се разраства още повече, тъй като хип-хоп музиката също започва да се свързва силно с танцовата музика и R&B.
В началото на 90-те години на XX век, MC Hammer и Vanilla Ice се сблъскват с песни като U Can't Touch This и Ice Ice Baby. През 90-те години на XX век, рапъри като MC Hammer, причинени от Smash-hit, причиниха поп-рап да бъде „излъган (и понякога заведен в съда) за желанието си да заема“ от известни хит сингли. До края на 90-те години, когато рапъри се сливаха с гангстерски рап теми с елементи на поп и души от 80-те години, поп-рап доминираше от много художници.